# ISight

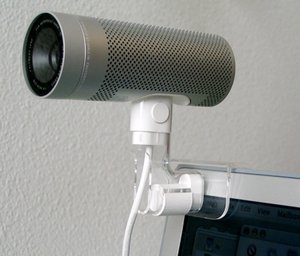
iSight

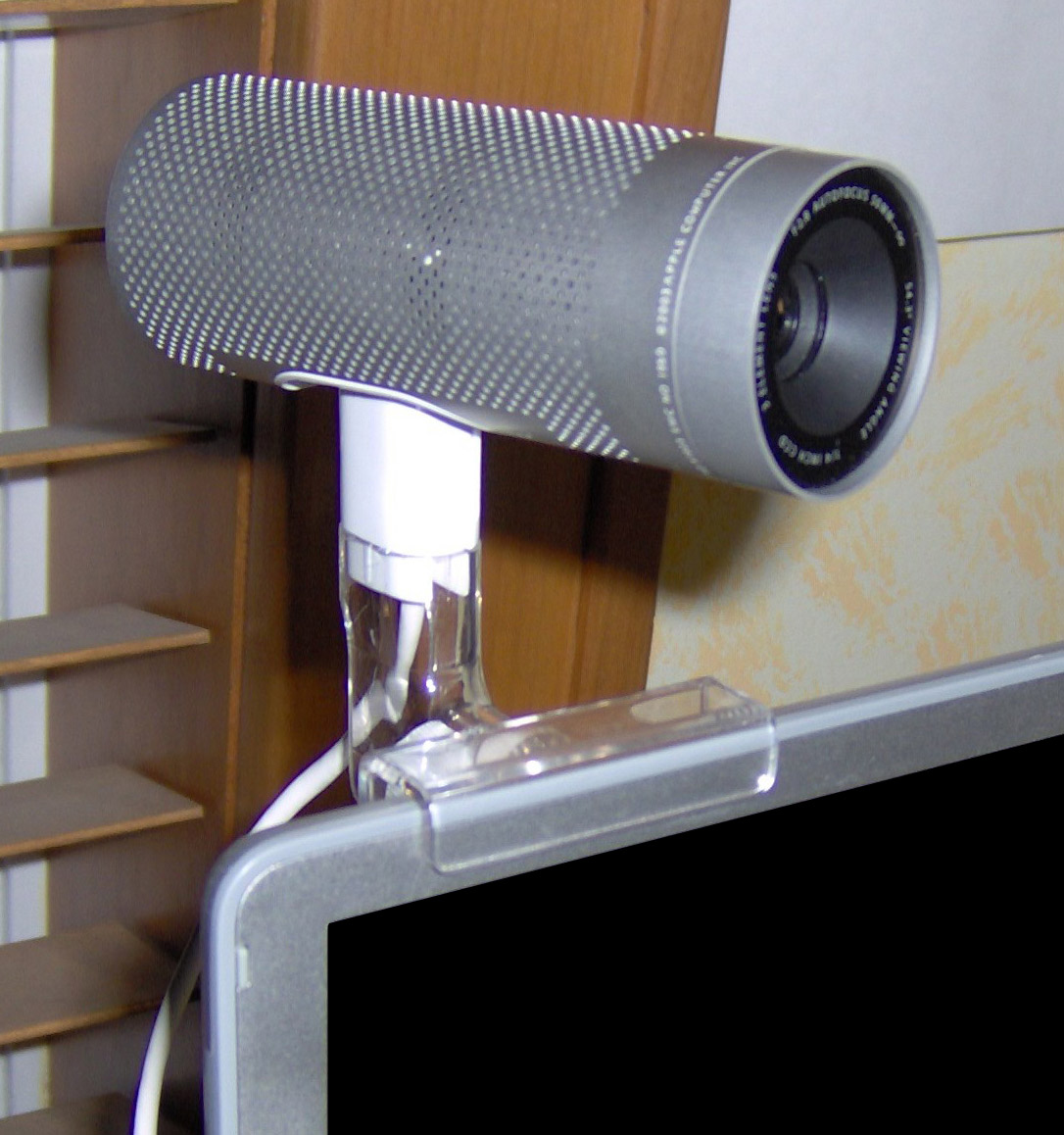
iSight。PowerBook G4 やMacBook Pro に取り付けるための器具が付属する。

iSight（アイサイト）はApple Computerによって製品化されたIIDC（IEEE1394で制定されたデジタルカメラ類の規格）に準拠したウェブカメラである。

## 概要
2003年6月24日に発表された。当初はAppleのノートブック、ディスプレイ一体型デスクトップとFireWireで接続し、ディスプレイに装着するカメラであったが、現在ではMacBook、MacBook Pro、iMacの画面上部に内蔵されたカメラ（USB 2.0接続）に対してもiSightと呼んでいる。
iSightはAppleのビデオ会議クライアントであるiChat AVのために開発された。iMovie 4及びそれ以降のバージョンでは iSightからの映像を取り込んで加工する事ができる。iSightが写す画像を加工するためのソフトであるPhoto Boothにも対応している。
FireWireで接続するiSightは、640×480、31万画素相当のCCDセンサを用いており、秒間30フレームの映像を撮影することができる。筐体はアルミニウム合金である。発表当初は、市販されているウェブカメラ製品のうちでは高機能・高級の部類に属していた。
2007年モデルのiMac、MacBook Proには約130万画素のiSightが内蔵されている機種があることが確認されている。
なお、2010年モデルのMacBook AirではFaceTimeカメラ、2011年モデルのMacBook ProではFaceTime HDカメラと、それぞれ名称を変更している。

## 動作環境
macOSのMac OS X v10.2.5以上で動作する他、Boot Campを用いることで、インテルプロセッサが搭載されたApple機種上のWindows XP、Vista、7でも動作する。
通常のPCでは、FireWireタイプは「1394 Desktop Video Camera」と認識されるが、適切なドライバがないため動作は制限される。ユニブレインのドライバーを用いることで大抵の機能は使用可能となる。

## オープンソースによる対応について
iSightはIIDCに準拠した仕様であるため、libdc1394を用いることによりLinux等のオープンソース系オペレーティングシステム上でも使用できる。さらにCoriander等といったカメラ・ユーティリティがすでに存在する。